# YG
Keenon Daequan Ray Jackson (født 9. marts 1990) bedre kendt som YG, er en amerikansk rapper og skuespiller fra Compton, Californien. I 2009 udgav han sin første single, "Toot It and Boot It" med Ty Dolla Sign.

## Opvækst
YG blev født i 1990 i Compton, Californien. Hans kunstnernavn YG står for "Young Gangster". Jackson blev medlem af Bloods banden i 2006 som 16 årig.

## Diskografi
- My Krazy Life (2014)
- Blame It On the Streets (2014)
- Still Brazy (2016)
- Stay Dangerous (2018)
- 4Real 4Real (2019)